# Eryngium fontanum
Eryngium fontanum är en flockblommig växtart som beskrevs av A.E.Holland och E.J.Thomps. Eryngium fontanum ingår i släktet martornar, och familjen flockblommiga växter. Inga underarter finns listade i Catalogue of Life.